# Aedes thelcter
Aedes thelcter är en tvåvingeart som beskrevs av Dyar 1918. Aedes thelcter ingår i släktet Aedes och familjen stickmyggor. Inga underarter finns listade i Catalogue of Life.